# Willem Goedhart
Willem Goedhart (Tubbergen, 25 mei 1923 – Glimmen, 8 februari 2018) was een Nederlands organist en dirigent.
Hij was zoon van predikant Daniël Christiaan Goedhart en diens tweede vrouw Wilhelmina Maria Anna Westendorff. Hij was getrouwd met sopraan Heleen Verkley. Twee dochters gingen ook de kunst in: Manjula Goedhart werd schrijfster, dochter Esther Goedhart violiste. Hij werd onderscheiden met de Hanzepenning.
Hij kreeg zijn muziekopleiding van Adriaan C. Schuurman te Lochem, Simon C. Jansen en Herman Strategier te Arnhem en Anthon van der Horst in Amsterdam, die laatste vanuit het Amsterdams Conservatorium. In 1950 studeerde hij af en kon als organist gaan werken in de Sint-Janskerk te Gouda, een functie die hij tot 1955 bekleedde. In 1951 bespeelde hij het orgel in de Westerkerk te Amsterdam tijdens een interpretatieconcert. Andere organisten daarbij waren Koos Bons en Piet Kee; zij speelden werken van Johann Sebastian Bach en moesten toelichting geven bij hun interpretatie. Hij was tevens dirigent van Christelijke Oratorium Vereniging Gouda. In dat jaar rondde hij ook zijn studie directie af bij Paul Hupperts en de eerder genoemde Anthon van der Horst. Zijn volgende functie was echter dat van directeur van het Brabants Conservatorium in Tilburg. In de jaren zestig vertrok hij naar Groningen om daar dezelfde functie aan te nemen bij het Groninger Conservatorium. Hij zorgde in beide gevallen voor rijkserkenning. In 1978 legde hij de functie van directeur neer, hij kon niet leven met de democratisering en vervlakking, maar had tevens problemen inzake de huisvesting van het conservatorium.
Hij dirigeerde binnen heel Nederland en stond onder andere voor het Brabants Orkest en het Noordelijk Filharmonisch Orkest.